# The Hardest Part (álbum)
The Hardest Part —en español: La Parte Más Difícil— es el álbum de estudio debut de la cantautora estadounidense Noah Cyrus. Fue lanzado el 16 de septiembre de 2022 por Records, LLC y Columbia Records. Fue precedido por los sencillos «I Burned LA Down», «Mr. Percocet», «Ready to Go» y «Every Beginning Ends».
El 2 de diciembre de 2022 se lanzó la edición de lujo del álbum, la cual consta de cinco nuevas versiones de las canciones de la edición estándar (incluyendo una colaboración con su padre Billy Ray Cyrus), además de la canción inédita «Set For Life».

## Antecedentes
The Hardest Part fue desarrollado con el productor Mike Crossey, conocido por sus colaboraciones con Wolf Alice y Arctic Monkeys. Sobre trabajar con él, Cyrus dijo: "Encontré un lugar seguro para hacer música con personas a las que amo y en las que confío. El proceso fue realmente sanador para mí. Por primera vez, estoy revelando mi verdad completa y honesta".

## Promoción
El sencillo principal del álbum, «I Burned LA Down», se lanzó el 8 de abril de 2022, junto con un video musical y el anuncio de que el álbum se lanzaría el 15 de julio de 2022. La canción es una balada country pop e indie folk que contrasta la angustia de una ruptura con el temor en torno a la temporada de incendios forestales de California y el cambio climático. La canción fue acompañada por un video musical "apocalíptico" que ve a Cyrus de pie "escultural" mientras las llamas la rodean. Cyrus interpretó la canción en Jimmy Kimmel Live! el 20 de abril de 2022.
«Mr. Percocet» fue lanzada como el segundo sencillo del álbum el 13 de mayo de 2022, junto con el video musical. La balada country pop es sobre una relación tóxica afectada por el abuso de sustancias. En un hilo de Twitter, Cyrus detalló que comenzó a usar medicamentos recetados como xanax y percocet en 2018 y desarrolló una adicción, exacerbada por el estrés provocado por la pandemia de COVID-19, aunque finalmente dejó de fumar en diciembre de 2020.
El 24 de junio de 2022, Cyrus lanzó «Ready to Go» como el tercer sencillo del álbum. Describiéndolo como un "primo" de su canción "July" de 2019 debido a sus similitudes temáticas, diciendo que "se trata de personas diferentes, historias completamente diferentes, y cada una trae recuerdos y emociones diferentes" y que "en cierto modo, yo veo mucho crecimiento en mí misma de lo que era entonces y lo que soy ahora, pero al mismo tiempo todavía me es imposible alejarme de las personas que amo, incluso cuando es dañino para mí". El sencillo estuvo acompañado del anuncio de que la fecha de lanzamiento de The Hardest Part se había retrasado hasta el 16 de septiembre de 2022.
El 26 de agosto, Cyrus lanzó «Every Beginning Ends», con Benjamin Gibbard como sencillo sorpresa.
Como promoción del álbum, Cyrus se embarcaría en su primera gira mundial a partir de agosto de 2022, pero debido a sucesos fuera de su control canceló las fechas en Europa y la gira comenzará en octubre de ese mismo año en Estados Unidos.

## Recepción de la crítica
Tras su lanzamiento, The Hardest Part recibió elogios generalizados de parte de los críticos musicales. En Metacritic, que asigna una calificación normalizada de 100 a las reseñas de los críticos principales, el álbum tiene una puntuación promedio de 88/100 basada en 6 reseñas, lo que indica "aclamación universal"; es el Metascore más alto de cualquiera de los álbumes/EPs de la familia Cyrus.
Maura Johnson de Rolling Stone escribió: "Una colección compacta pero emocionalmente resonante de pop que recuerda a Laurel Canyon del miembro más joven del clan Cyrus. Canalizando las tribulaciones recientes de Cyrus, que incluyen la muerte de su abuela, los problemas románticos de sus padres y su propia adicción y recuperación de Xanax, The Hardest Part es inquebrantable pero tierna". Laura Freyaldenhoven de The Line of Best Fit declaró que el álbum superó las expectativas y escribió: "Con su atención al detalle y su entrega vocal excepcional, The Hardest Part es un debut para la historia. Un álbum que es culturalmente relevante y sonicamente refinado para el punto de atemporalidad. Si Cyrus puede hacer que el dolor suene tan hermoso, su visión del amor debe ser de otro mundo".

## Lista de canciones
- Edición estándar

| The Hardest Part |                                                   | |                                              |          |  |
| N.º              | Título                                            | Escritor(es)                                                                                             | Productor(es)                                | Duración |  |
| 1.               | «Noah (Stand Still)»                              | Noah Cyrus, Peter Harding y Michael Crossey                                                              | Mike Crossey                                 | 3:55     |  |
| 2.               | «Ready to Go»                                     | Cyrus, Harding, Victoria Zaro, Britten Newbill, Crossey, Luke Milano, Jeff Baranowski y Thomas Schlieter | Tommy English y Crossey*                     | 3:07     |  |
| 3.               | «Mr. Percocet»                                    | Cyrus, Harding, Sarah Hudson y Jason Evigan                                                              | Crossey, Evigan, Lionel Crasta y Mark Schick | 3:13     |  |
| 4.               | «Every Beginning Ends» (junto a Benjamin Gibbard) | Cyrus, Crossey y Benjamin Gibbard                                                                        | Crossey                                      | 2:30     |  |
| 5.               | «Hardest Part»                                    | Cyrus, Ilsey Juber y Crossey                                                                             | Crossey                                      | 3:43     |  |
| 6.               | «I Just Want a Lover»                             | Cyrus, Laura Pergolizzi, Nate Campany y Schlieter                                                        | English y Crossey*                           | 3:21     |  |
| 7.               | «Unfinished»                                      | Cyrus, Juber, Daniel Dodd Wilson y Jonathan Rotem                                                        | Crossey y J.R. Rotem                         | 3:53     |  |
| 8.               | «My Side of the Bed»                              | Cyrus, Harding y Crossey                                                                                 | Crossey y PJ Harding*                        | 3:06     |  |
| 9.               | «I Burned LA Down»                                | Cyrus, Harding y Crossey                                                                                 | Crossey y PJ Harding^                        | 3:15     |  |
| 10.              | «Loretta’s Song»                                  | Cyrus, Harding y Crossey                                                                                 | Crossey y PJ Harding*                        | 3:41     |  |
| 33:46            |                                                   | |                                              |          |  |

- Edición especial

| The Hardest Part — Edición de lujo |                                                |                           |               |          |  |
| N.º                                | Título                                         | Escritor(es)              | Productor(es) | Duración |  |
| 11.                                | «Noah (Stand Still)» (junto a Billy Ray Cyrus) |                           |               | 3:54     |  |
| 12.                                | «Unfinished» (acústico)                        |                           |               | 4:07     |  |
| 13.                                | «Ready to Go» (String Arrangment)              |                           |               | 3:04     |  |
| 14.                                | «Hardest Part» (Bluegrass Version)             |                           |               | 2:55     |  |
| 15.                                | «I Burned LA Down» (Choral Version)            |                           |               | 2:58     |  |
| 16.                                | «Set For Life»                                 | Jeremy Bose y Trent Dabbs | Dabbs y Bose  | 4:08     |  |
| 54:54                              |                                                |                           |               |          |  |

Notas
- «*» indica coproductor de la canción
- «^» denota productor adicional.

## Historial de lanzamiento
| País   | Fecha                    | Formato                      | Versión  | Discográfica               | Ref.   |
| ------ | ------------------------ | ---------------------------- | -------- | -------------------------- | ------ |
| Varios | 16 de septiembre de 2022 | Descarga digital y streaming | Estándar | RECORDS y Columbia Records | [ 19 ] |
| Varios | 2 de diciembre de 2022   | Descarga digital y streaming | De lujo  | RECORDS y Columbia Records | [ 18 ] |